# Hof Wacker
Der Hof Wacker ist ein ehemaliger Bauernhof in Hamburg-Osdorf an der Osdorfer Landstraße 239, Ecke Bockhorst. Das Wohnwirtschaftsgebäude, in dem sich nach Umnutzung ein gastronomischer Betrieb befindet, wurde um 1828 erbaut und steht unter Denkmalschutz.

## Geschichte
Bereits 1590 wurde Jacob Lüdemann als erster Besitzer der Hofstelle erwähnt. Ihm folgte im gleichen Jahre Clauß Martens. 1600 war Clawes Sager der Eigentümer, 1623 Jochim Büsing, 1630 Albrecht Büsing und 1650 Johann Möhlmann, dem 1697 Jürgen Möhlmann folgte. 1713 heiratete Balzer Wacker aus Ribnitz zur Witwe Margrethe Möhlmann, geborene Mese, ein. Seitdem ist der Hof im Familienbesitz der Familie Wacker, den über mehr als 300 Jahre jeweils der Sohn übernahm, 1737 Johann Hinrich Wacker bis 2003 Bernd Joachim Wacker (ansässig in Heilbronn) Eigentümer des Hofs wurde. Anfänglich handelte es sich um eine sehr kleine Hofstelle, die auch die Dorfschmiede umfasste. Schließlich gewann hier jedoch die Landwirtschaft die Oberhand. Die Dorfschmiede wurde hingegen seit 1762 an der Osdorfer Landstraße 204 von Hinrich Hüttmann geführt, ob in Nachfolge oder zunächst in Konkurrenz zum Hof Wacker, ist unbekannt. Später übernahm die Familie Leseberg den Betrieb von Hüttmann, die bis heute dort Kraftfahrzeughandel betreibt.
1995 wurde das Hofgebäude Wacker an der Osdorfer Landstraße 239 an Mattias Graf Lambsdorf verpachtet und zum Bistro Lambert (heute Servus) ausgebaut. In den Stallungen siedelte sich ein Weinhandel, Jaques Weindepot, an. Die Scheune wurde abgerissen, der damalige Eigentümer Werner Wacker (seit 1972) ließ ein größeres Wohnhaus im Garten bauen. Dessen Sohn Dirk Wacker verzog mit den landwirtschaftlichen Gerätschaften und dem Viehbestand nach Geschendorf im Kreis Segeberg in Schleswig-Holstein.